# Stefan Karl Michel
Stefan Karl Michel (* 9. Juni 1839; † 30. März 1906 in Mainz) war ein deutscher Kaufmann und Politiker. Michel wurde 1905 zum Ehrenbürger von Mainz ernannt.

## Herkunft
Seine Eltern waren Karl Georg Michel (1811–1865), aus Idstein, und dessen Ehefrau Katharina Metz (1820–1901) aus Mainz.

## Leben
Stefan Karl Michel wurde 1839 geboren. In der Kampagne 1862 war er Fastnachtsprinz. Nach seiner Schulzeit wurde er 1871 im Alter von 31 Jahren in den Gemeinderat gewählt. 1874 legte er sein Amt im Gemeinderat nieder und Michel wurde in die Mainzer Stadtverordnetenversammlung gewählt. Drei Jahre später schied er aus der Stadtverordnetenversammlung wieder aus. In seinen Amtszeiten als Gemeinderat und Stadtverordneter leitete er ein wichtiges Projekt der Stadt Mainz in die Wege: Als junger und ehrgeiziger Stadtverordneter war er einer der wichtigsten Personen bei der politischen Initiierung der Mainzer Stadterweiterung auf dem damaligen Gartenfeld. 1880 begann er sich wieder politisch zu betätigen: Er war ab dem 1. Januar 1880 Präsident der Großherzoglichen Handelskammer in Mainz. Durch sein Wirken verhalf er der Handelskammer zu außergewöhnlicher Anerkennung. So erhielt sie im Handel gegenüber anderen Institutionen eine herausragende Rolle. Am 1. Januar 1881 wurde Michel wieder in die Stadtverordnetenversammlung gewählt. Er gehörte ihr nun bis zu seinem Tod an. Im gleichen Jahr wurde er Mitglied des hessischen Landes-Eisenbahnrats. Am 1. November 1884 wurde er Mitglied der Ersten Kammer der Landstände des Großherzogtums Hessen. Von 1885 bis 1901 war er Vorsitzender der Lederindustrie-Berufsgenossenschaft.
Als 1894 die Kreis- und Provinzialordnung eingeführt wurde, wurde er Volksvertreter im hessischen Provinzialtag und im Provinzialausschuss sowie im Kreistag. Ab 1896 wirkte er bei der Vorprüfung des ersten Handelsgesetzbuchs mit, das am 10. Mai 1897 im Reichsgesetzblatt verkündet wurde. 1897 musste er auch den hessischen Landes-Eisenbahnrat verlassen, da er aufgelöst wurde. Ab dem 9. Januar 1901 war Michel Mitglied des Deutschen Handelstags, am 20. Februar 1901 wurde er zum stellvertretenden Vorsitzenden dieser Organisation gewählt. Außerdem war er Angehöriger des wirtschaftlichen Ausschusses zu der Vorbereitung von Handelsverträgen. Darüber hinaus war er Teilhaber der Firma Mayer, Michel und Deninger, danach war er Mitglied des Vorstands Aufsichtsratsvorsitzender der Aktiengesellschaft Mainzer Lederwerke Mayer, Michel und Deninger. Zudem war er Aufsichtsratsvorsitzender der Darmstädter Bank für Handel und Industrie und Vizepräsident des Aufsichtsrats der Dampfschiffahrts-Gesellschaft für den Nieder- und Mittelrhein in Düsseldorf.
Von 1880 bis 1905 war Stefan Karl Michel Präsident der Handelskammer Mainz.
Am 31. Dezember 1904 wurde der Beschluss gefasst, Michel zum Ehrenbürger von Mainz zu ernennen. Am 2. Januar 1905 wurde ihm die Ehrenbürgerwürde verliehen. Mit 66 Jahren erkrankte Michel schwer. Nach kurzer Zeit starb Michel am 30. März 1906 in Mainz. Die Trauerrede hielt Karl Göttelmann. Stefan Karl Michel wurde auf dem Hauptfriedhof Mainz bestattet.

## Familie
Er heiratete 19. August 1865 im Mainz Anna Maria Theresia Werner (* 1844). Das Paar hatte wenigstens eine Tochter:
- Carl Franz Georg * 2. Juni 1866 † 13. Juni 1914 ⚭ 15. August 1893 Margarethe Charlotte Freiin von Gedult von Jungenfeld * 13. Juni 1871
- Maria (12. Juli 1869 – 1955)  29. Dezember 1888 ⚭ Gustav Clemm von Hohenberg (* 10. Juni 1860; † 24. Mai 1945), Geheimer Regierungsrat
- Katharina * 6. Dezember 1871 ⚭ 06.0.1892 Otto Heinrich Adolf Henkell * 20. Mai 1869 Sektfabrikant in Wiesbaden
- Franz Julis * 22. Dezember 1874 † 15. Februar 1921 in Basel  Dr.jur Oberregierungsrat ⚭ 27. November 1902 Caroline Ottilie Helene Westhofen * 24. Dezember 1878 in Frankfurt
- Stephanie * 17. Mai 1882 Mainz † 26. November 1965 Schondorf/Ammersee ⚭ Albrecht Schultz * 10. Mai 1869 Wolde Mecklenburg † 8. November 1936 in Schondorf/Ammersee